# Dawn FM
Dawn FM – piąty album studyjny kanadyjskiego piosenkarza i autora tekstów The Weeknda wydany 7 stycznia 2022 roku nakładem wytwórni muzycznych XO i Republic Records. Pierwszym singlem promującym płytę został wydany 6 sierpnia 2021 utwór „Take My Breath”, który osiągnął szóste miejsce notowania Billboard Hot 100. Kolejnymi singlami zostały piosenki „Sacrifice” oraz „Out of Time”.
Album osiągnął pierwsze miejsce w 10 krajach, w tym w Australii, Kanadzie, Irlandii, Holandii, Nowej Zelandii i Wielkiej Brytanii. Dzięki tygodniowej sprzedaży 148 000 egzemplarzy w Stanach Zjednoczonych zadebiutował na 2. miejscu notowania Billboard 200. W Polsce dotarł do czwartego miejsca w zestawieniu OLiS i w kwietniu 2023 uzyskał certyfikat platynowej płyty.
W celu promocji albumów After Hours i Dawn FM, Weeknd planuje wyruszyć w trasę koncertową After Hours til Dawn Stadium Tour obejmującą wszystkie kontynenty.

## Lista utworów
| Edycja standardowa | Edycja standardowa                               | Edycja standardowa | Edycja standardowa                                                                                        | Edycja standardowa |
| Nr                 | Tytuł utworu                                     | Autorzy | Produkcja                                                                                                 | Długość            |
| ------------------ | ------------------------------------------------ | --- | --- | ------------------ |
| 1.                 | „Dawn FM”                                        | Abel Tesfaye, Daniel Lopatin                                                                                           | The Weeknd, Oneohtrix Point Never, Max Martin, Oscar Holter                                               | 1:36               |
| 2.                 | „Gasoline”                                       | The Weeknd, Lopatin | The Weeknd, OPN, Martin, Holter, Matt Cohn                                                                | 3:32               |
| 3.                 | „How Do I Make You Love Me?”                     | Tesfaye, Lopatin, Max Martin, Axel Hedfors, Steve Angello, Sebastian Ingrosso, Oscar Holter, Matt Cohn                 | The Weeknd, OPN, Swedish House Mafia, Martin, Holter, Cohn                                                | 3:34               |
| 4.                 | „Take My Breath”                                 | Tesfaye, Ahmad Balshe, Andrea Di Ceglie, Luigi Tutolo, Martin, Holter                                                  | The Weeknd, Holter, Martin                                                                                | 5:39               |
| 5.                 | „Sacrifice”                                      | Tesfaye, Martin, Hedfors, Angello, Ingrosso, Carl Nordström, Holter, Kevin McCord                                      | The Weeknd, Martin, Holter, SHM                                                                           | 3:08               |
| 6.                 | „A Tale by Quincy”                               | Tesfaye, Quincy Jones, Lopatin, Jeff Gitelman                                                                          | The Weeknd, OPN, Quincy Jones, Martin, Jeff Gitelman                                                      | 1:36               |
| 7.                 | „Out of Time”                                    | Tesfaye, Lopatin, Tomoko Aran, Tetsuro Oda                                                                             | The Weeknd, OPN, Martin, Holter                                                                           | 3:34               |
| 8.                 | „Here We Go... Again” (feat. Tyler, the Creator) | Tesfaye, Tyler, the Creator, Masamune Kudo, Bruce Johnston, Christian Love, Brian Kennedy, Benny Bock, Charlie Coffeen | The Weeknd, Tyler, the Creator, Masamune Kudo, Bruce Johnston, Brian Kennedy, Benny Bock, Charlie Coffeen | 3:29               |
| 9.                 | „Best Friends”                                   | Tesfaye, Jason Quenneville                                                                                             | The Weeknd, OPN, DaHeala, Martin, Holter, Cohn                                                            | 2:43               |
| 10.                | „Is There Someone Else?”                         | Tesfaye, Lopatin, Thomas Lee Brown, Peter Lee Johnson                                                                  | The Weeknd, OPN, Thomas Lee Brown, Peter Lee Johnson, Martin, Holter                                      | 3:19               |
| 11.                | „Starry Eyes”                                    | Tesfaye, Lopatin, Brown, Johnson                                                                                       | The Weeknd, OPN, Martin, Holter                                                                           | 2:28               |
| 12.                | „Every Angel Is Terrifying”                      | Tesfaye, Lopatin, Cohn                                                                                                 | The Weeknd, OPN, Cohn                                                                                     | 2:47               |
| 13.                | „Don't Break My Heart”                           | Tesfaye, Lopatin, Martin, Holter, Cohn                                                                                 | The Weeknd, OPN, Martin, Holter, Cohn                                                                     | 3:25               |
| 14.                | „I Heard You're Married” (feat. Lil Wayne)       | Tesfaye, Lopatin, Dwayne Carter, Adam Wiles                                                                            | The Weeknd, OPN, Calvin Harris, Lil Wayne, Martin, Holter                                                 | 4:23               |
| 15.                | „Less than Zero”                                 | Tesfaye, Martin, Holter                                                                                                | The Weeknd, OPN, Martin, Holter                                                                           | 3:31               |
| 16.                | „Phantom Regret by Jim”                          | Tesfaye, Jim Carrey, Lopatin, Martin, Holter, Cohn                                                                     | The Weeknd, OPN, Martin, Holter, Cohn                                                                     | 2:59               |
|                    |                                                  | | | 51:43              |

## Notowania
| Lista przebojów (2022)              | Najwyższa pozycja |
| ----------------------------------- | ----------------- |
| Australia (ARIA Charts)             | 1                 |
| Austria (Ö3 Austria Top 40)         | 2                 |
| Belgia (Ultratop Flandria)          | 3                 |
| Belgia (Ultratop Walonia)           | 4                 |
| Czechy (ČNS IFPI)                   | 2                 |
| Dania (Album Top-40)                | 2                 |
| Finlandia (Suomen virallinen lista) | 1                 |
| Francja (SNEP)                      | 3                 |
| Hiszpania (PROMUSICAE)              | 2                 |
| Holandia (MegaCharts)               | 1                 |
| Irlandia (IRMA)                     | 1                 |
| Islandia (Plötutíðindi)             | 2                 |
| Kanada (Billboard Canadian Albums)  | 1                 |
| Litwa (Albumų Top 100)              | 1                 |
| Niemcy (Media Control Charts)       | 5                 |
| Norwegia (VG-Lista)                 | 1                 |
| Nowa Zelandia (Recorded Music NZ)   | 1                 |
| Polska (OLiS)                       | 4                 |
| Portugalia (AFP)                    | 3                 |
| Słowacja (ČNS IFPI)                 | 2                 |
| Stany Zjednoczone (Billboard 200)   | 2                 |
| Szwajcaria (Alben Top 100)          | 1                 |
| Szwecja (Sverigetopplistan)         | 1                 |
| Wielka Brytania (OCC)               | 1                 |
| Włochy (FIMI)                       | 4                 |